# De zwarte parel (Djinn)
Afrika is het zesde stripalbum uit de Djinn-reeks en behoort samen met Afrika, Pipiktu, Onrust en De gorillakoning tot de Afrikaanse cyclus. De strip werd voor het eerst uitgegeven bij Dargaud in juli 2006. Het album is getekend door Ana Miralles met scenario van Jean Dufaux.